# Pilocrocis pellucidalis
Pilocrocis pellucidalis là một loài bướm đêm trong họ Crambidae.